# Списак епизода серије Игра судбине

Игра судбине је српска сапуница која се приказује од 20. јануара 2020. године на телевизији Прва.

## Преглед
| Сезона | Сезона | Епизоде | Епизоде | Оригинално емитовање | Оригинално емитовање |
| Сезона | Сезона | Епизоде | Епизоде | Премијера            | Финале               |
| ------ | ------ | ------- | ------- | -------------------- | -------------------- |
|        | 1.     | 311     | 311     | 20. јануар 2020.     | 25. јун 2021.        |
|        | 2.     | 110     | 110     | 6. септембар 2021.   | 3. фебруар 2022.     |
|        | 3.     | 106     | 106     | 4. фебруар 2022.     | 1. јул 2022.         |
|        | 4.     | 70      | 70      | 12. септембар 2022.  | 20. новембар 2022.   |
|        | 5.     | 198     | 198     | 15. децембар 2022.   | 2. јул 2023.         |
|        | 6.     | 286     | 286     | 28. август 2023.     | 9. јун 2024.         |
|        | ЛИ     | 111     | 111     | 10. јун 2024.        | 29. септембар 2024.  |
|        | ТП     | 158     | 158     | 30. септембар 2024.  | 7. март 2025.        |
|        | ЉИК    | 160+    | 160+    | 8. март 2025.        | 2025.                |

## Епизоде

### 1. сезона (2020−21)
| Бр. еп. (укупно) | Бр. еп. (у сезони) | Наслов          | Редитељ                                 | Сценариста      | Премијера           |
| ---------------- | ------------------ | --------------- | --------------------------------------- | --------------- | ------------------- |
| 1                | 1                  | "Епизода 1.1"   | Михаило Вукобратовић и Станко Милошевић | Жарко Јокановић | 20. јануар 2020.    |
| 2                | 2                  | "Епизода 1.2"   | Михаило Вукобратовић и Станко Милошевић | Жарко Јокановић | 21. јануар 2020.    |
| 3                | 3                  | "Епизода 1.3"   | Михаило Вукобратовић и Станко Милошевић | Жарко Јокановић | 22. јануар 2020.    |
| 4                | 4                  | "Епизода 1.4"   | Михаило Вукобратовић и Станко Милошевић | Жарко Јокановић | 23. јануар 2020.    |
| 5                | 5                  | "Епизода 1.5"   | Михаило Вукобратовић и Станко Милошевић | Жарко Јокановић | 24. јануар 2020.    |
| 6                | 6                  | "Епизода 1.6"   | Михаило Вукобратовић и Станко Милошевић | Жарко Јокановић | 27. јануар 2020.    |
| 7                | 7                  | "Епизода 1.7"   | Михаило Вукобратовић и Станко Милошевић | Жарко Јокановић | 28. јануар 2020.    |
| 8                | 8                  | "Епизода 1.8"   | Михаило Вукобратовић и Станко Милошевић | Жарко Јокановић | 29. јануар 2020.    |
| 9                | 9                  | "Епизода 1.9"   | Михаило Вукобратовић и Станко Милошевић | Жарко Јокановић | 30. јануар 2020.    |
| 10               | 10                 | "Епизода 1.10"  | Михаило Вукобратовић и Станко Милошевић | Жарко Јокановић | 31. јануар 2020.    |
| 11               | 11                 | "Епизода 1.11"  | Михаило Вукобратовић и Станко Милошевић | Жарко Јокановић | 3. фебруар 2020.    |
| 12               | 12                 | "Епизода 1.12"  | Михаило Вукобратовић и Станко Милошевић | Жарко Јокановић | 4. фебруар 2020.    |
| 13               | 13                 | "Епизода 1.13"  | Михаило Вукобратовић и Станко Милошевић | Жарко Јокановић | 5. фебруар 2020.    |
| 14               | 14                 | "Епизода 1.14"  | Михаило Вукобратовић и Станко Милошевић | Жарко Јокановић | 6. фебруар 2020.    |
| 15               | 15                 | "Епизода 1.15"  | Михаило Вукобратовић и Станко Милошевић | Жарко Јокановић | 7. фебруар 2020.    |
| 16               | 16                 | "Епизода 1.16"  | Михаило Вукобратовић и Станко Милошевић | Жарко Јокановић | 10. фебруар 2020.   |
| 17               | 17                 | "Епизода 1.17"  | Михаило Вукобратовић и Станко Милошевић | Жарко Јокановић | 11. фебруар 2020.   |
| 18               | 18                 | "Епизода 1.18"  | Михаило Вукобратовић и Станко Милошевић | Жарко Јокановић | 12. фебруар 2020.   |
| 19               | 19                 | "Епизода 1.19"  | Михаило Вукобратовић и Станко Милошевић | Жарко Јокановић | 13. фебруар 2020.   |
| 20               | 20                 | "Епизода 1.20"  | Михаило Вукобратовић и Станко Милошевић | Жарко Јокановић | 14. фебруар 2020.   |
| 21               | 21                 | "Епизода 1.21"  | Михаило Вукобратовић и Станко Милошевић | Жарко Јокановић | 17. фебруар 2020.   |
| 22               | 22                 | "Епизода 1.22"  | Михаило Вукобратовић и Станко Милошевић | Жарко Јокановић | 18. фебруар 2020.   |
| 23               | 23                 | "Епизода 1.23"  | Михаило Вукобратовић и Станко Милошевић | Жарко Јокановић | 19. фебруар 2020.   |
| 24               | 24                 | "Епизода 1.24"  | Михаило Вукобратовић и Станко Милошевић | Жарко Јокановић | 20. фебруар 2020.   |
| 25               | 25                 | "Епизода 1.25"  | Михаило Вукобратовић и Станко Милошевић | Жарко Јокановић | 21. фебруар 2020.   |
| 26               | 26                 | "Епизода 1.26"  | Михаило Вукобратовић и Станко Милошевић | Жарко Јокановић | 24. фебруар 2020.   |
| 27               | 27                 | "Епизода 1.27"  | Михаило Вукобратовић и Станко Милошевић | Жарко Јокановић | 25. фебруар 2020.   |
| 28               | 28                 | "Епизода 1.28"  | Михаило Вукобратовић и Станко Милошевић | Жарко Јокановић | 26. фебруар 2020.   |
| 29               | 29                 | "Епизода 1.29"  | Михаило Вукобратовић и Станко Милошевић | Жарко Јокановић | 27. фебруар 2020.   |
| 30               | 30                 | "Епизода 1.30"  | Михаило Вукобратовић и Станко Милошевић | Жарко Јокановић | 28. фебруар 2020.   |
| 31               | 31                 | "Епизода 1.31"  | Михаило Вукобратовић и Станко Милошевић | Жарко Јокановић | 2. март 2020.       |
| 32               | 32                 | "Епизода 1.32"  | Михаило Вукобратовић и Станко Милошевић | Жарко Јокановић | 3. март 2020.       |
| 33               | 33                 | "Епизода 1.33"  | Михаило Вукобратовић и Станко Милошевић | Жарко Јокановић | 4. март 2020.       |
| 34               | 34                 | "Епизода 1.34"  | Михаило Вукобратовић и Станко Милошевић | Жарко Јокановић | 5. март 2020.       |
| 35               | 35                 | "Епизода 1.35"  | Михаило Вукобратовић и Станко Милошевић | Жарко Јокановић | 6. март 2020.       |
| 36               | 36                 | "Епизода 1.36"  | Михаило Вукобратовић и Станко Милошевић | Жарко Јокановић | 9. март 2020.       |
| 37               | 37                 | "Епизода 1.37"  | Михаило Вукобратовић и Станко Милошевић | Жарко Јокановић | 10. март 2020.      |
| 38               | 38                 | "Епизода 1.38"  | Михаило Вукобратовић и Станко Милошевић | Жарко Јокановић | 11. март 2020.      |
| 39               | 39                 | "Епизода 1.39"  | Михаило Вукобратовић и Станко Милошевић | Жарко Јокановић | 12. март 2020.      |
| 40               | 40                 | "Епизода 1.40"  | Михаило Вукобратовић и Станко Милошевић | Жарко Јокановић | 13. март 2020.      |
| 41               | 41                 | "Епизода 1.41"  | Михаило Вукобратовић и Станко Милошевић | Жарко Јокановић | 16. март 2020.      |
| 42               | 42                 | "Епизода 1.42"  | Михаило Вукобратовић и Станко Милошевић | Жарко Јокановић | 17. март 2020.      |
| 43               | 43                 | "Епизода 1.43"  | Михаило Вукобратовић и Станко Милошевић | Жарко Јокановић | 18. март 2020.      |
| 44               | 44                 | "Епизода 1.44"  | Михаило Вукобратовић и Станко Милошевић | Жарко Јокановић | 19. март 2020.      |
| 45               | 45                 | "Епизода 1.45"  | Михаило Вукобратовић и Станко Милошевић | Жарко Јокановић | 20. март 2020.      |
| 46               | 46                 | "Епизода 1.46"  | Михаило Вукобратовић и Станко Милошевић | Жарко Јокановић | 24. март 2020.      |
| 47               | 47                 | "Епизода 1.47"  | Михаило Вукобратовић и Станко Милошевић | Жарко Јокановић | 25. март 2020.      |
| 48               | 48                 | "Епизода 1.48"  | Михаило Вукобратовић и Станко Милошевић | Жарко Јокановић | 26. март 2020.      |
| 49               | 49                 | "Епизода 1.49"  | Михаило Вукобратовић и Станко Милошевић | Жарко Јокановић | 27. март 2020.      |
| 50               | 50                 | "Епизода 1.50"  | Михаило Вукобратовић и Станко Милошевић | Жарко Јокановић | 31. март 2020.      |
| 51               | 51                 | "Епизода 1.51"  | Михаило Вукобратовић и Станко Милошевић | Жарко Јокановић | 1. април 2020.      |
| 52               | 52                 | "Епизода 1.52"  | Михаило Вукобратовић и Станко Милошевић | Жарко Јокановић | 2. април 2020.      |
| 53               | 53                 | "Епизода 1.53"  | Михаило Вукобратовић и Станко Милошевић | Жарко Јокановић | 3. април 2020.      |
| 54               | 54                 | "Епизода 1.54"  | Михаило Вукобратовић и Станко Милошевић | Жарко Јокановић | 7. април 2020.      |
| 55               | 55                 | "Епизода 1.55"  | Михаило Вукобратовић и Станко Милошевић | Жарко Јокановић | 8. април 2020.      |
| 56               | 56                 | "Епизода 1.56"  | Михаило Вукобратовић и Станко Милошевић | Жарко Јокановић | 9. април 2020.      |
| 57               | 57                 | "Епизода 1.57"  | Михаило Вукобратовић и Станко Милошевић | Жарко Јокановић | 10. април 2020.     |
| 58               | 58                 | "Епизода 1.58"  | Михаило Вукобратовић и Станко Милошевић | Жарко Јокановић | 14. април 2020.     |
| 59               | 59                 | "Епизода 1.59"  | Михаило Вукобратовић и Станко Милошевић | Жарко Јокановић | 15. април 2020.     |
| 60               | 60                 | "Епизода 1.60"  | Михаило Вукобратовић и Станко Милошевић | Жарко Јокановић | 16. април 2020.     |
| 61               | 61                 | "Епизода 1.61"  | Михаило Вукобратовић и Станко Милошевић | Жарко Јокановић | 17. април 2020.     |
| 62               | 62                 | "Епизода 1.62"  | Михаило Вукобратовић и Станко Милошевић | Жарко Јокановић | 21. април 2020.     |
| 63               | 63                 | "Епизода 1.63"  | Михаило Вукобратовић и Станко Милошевић | Жарко Јокановић | 22. април 2020.     |
| 64               | 64                 | "Епизода 1.64"  | Михаило Вукобратовић и Станко Милошевић | Жарко Јокановић | 23. април 2020.     |
| 65               | 65                 | "Епизода 1.65"  | Михаило Вукобратовић и Станко Милошевић | Жарко Јокановић | 24. април 2020.     |
| 66               | 66                 | "Епизода 1.66"  | Михаило Вукобратовић и Станко Милошевић | Жарко Јокановић | 28. април 2020.     |
| 67               | 67                 | "Епизода 1.67"  | Михаило Вукобратовић и Станко Милошевић | Жарко Јокановић | 29. април 2020.     |
| 68               | 68                 | "Епизода 1.68"  | Михаило Вукобратовић и Станко Милошевић | Жарко Јокановић | 30. април 2020.     |
| 69               | 69                 | "Епизода 1.69"  | Михаило Вукобратовић и Станко Милошевић | Жарко Јокановић | 1. мај 2020.        |
| 70               | 70                 | "Епизода 1.70"  | Михаило Вукобратовић и Станко Милошевић | Жарко Јокановић | 5. мај 2020.        |
| 71               | 71                 | "Епизода 1.71"  | Михаило Вукобратовић и Станко Милошевић | Жарко Јокановић | 6. мај 2020.        |
| 72               | 72                 | "Епизода 1.72"  | Михаило Вукобратовић и Станко Милошевић | Жарко Јокановић | 7. мај 2020.        |
| 73               | 73                 | "Епизода 1.73"  | Михаило Вукобратовић и Станко Милошевић | Жарко Јокановић | 8. мај 2020.        |
| 74               | 74                 | "Епизода 1.74"  | Михаило Вукобратовић и Станко Милошевић | Жарко Јокановић | 12. мај 2020.       |
| 75               | 75                 | "Епизода 1.75"  | Михаило Вукобратовић и Станко Милошевић | Жарко Јокановић | 13. мај 2020.       |
| 76               | 76                 | "Епизода 1.76"  | Михаило Вукобратовић и Станко Милошевић | Жарко Јокановић | 14. мај 2020.       |
| 77               | 77                 | "Епизода 1.77"  | Михаило Вукобратовић и Станко Милошевић | Жарко Јокановић | 15. мај 2020.       |
| 78               | 78                 | "Епизода 1.78"  | Михаило Вукобратовић и Станко Милошевић | Жарко Јокановић | 19. мај 2020.       |
| 79               | 79                 | "Епизода 1.79"  | Михаило Вукобратовић и Станко Милошевић | Жарко Јокановић | 20. мај 2020.       |
| 80               | 80                 | "Епизода 1.80"  | Михаило Вукобратовић и Станко Милошевић | Жарко Јокановић | 21. мај 2020.       |
| 81               | 81                 | "Епизода 1.81"  | Михаило Вукобратовић и Станко Милошевић | Жарко Јокановић | 22. мај 2020.       |
| 82               | 82                 | "Епизода 1.82"  | Михаило Вукобратовић и Станко Милошевић | Жарко Јокановић | 26. мај 2020.       |
| 83               | 83                 | "Епизода 1.83"  | Михаило Вукобратовић и Станко Милошевић | Жарко Јокановић | 27. мај 2020.       |
| 84               | 84                 | "Епизода 1.84"  | Михаило Вукобратовић и Станко Милошевић | Жарко Јокановић | 28. мај 2020.       |
| 85               | 85                 | "Епизода 1.85"  | Михаило Вукобратовић и Станко Милошевић | Жарко Јокановић | 29. мај 2020.       |
| 86               | 86                 | "Епизода 1.86"  | Михаило Вукобратовић и Станко Милошевић | Жарко Јокановић | 2. јун 2020.        |
| 87               | 87                 | "Епизода 1.87"  | Михаило Вукобратовић и Станко Милошевић | Жарко Јокановић | 3. јун 2020.        |
| 88               | 88                 | "Епизода 1.88"  | Михаило Вукобратовић и Станко Милошевић | Жарко Јокановић | 4. јун 2020.        |
| 89               | 89                 | "Епизода 1.89"  | Михаило Вукобратовић и Станко Милошевић | Жарко Јокановић | 5. јун 2020.        |
| 90               | 90                 | "Епизода 1.90"  | Михаило Вукобратовић и Станко Милошевић | Жарко Јокановић | 9. јун 2020.        |
| 91               | 91                 | "Епизода 1.91"  | Михаило Вукобратовић и Станко Милошевић | Жарко Јокановић | 10. јун 2020.       |
| 92               | 92                 | "Епизода 1.92"  | Михаило Вукобратовић и Станко Милошевић | Жарко Јокановић | 11. јун 2020.       |
| 93               | 93                 | "Епизода 1.93"  | Михаило Вукобратовић и Станко Милошевић | Жарко Јокановић | 12. јун 2020.       |
| 94               | 94                 | "Епизода 1.94"  | Михаило Вукобратовић и Станко Милошевић | Жарко Јокановић | 16. јун 2020.       |
| 95               | 95                 | "Епизода 1.95"  | Михаило Вукобратовић и Станко Милошевић | Жарко Јокановић | 17. јун 2020.       |
| 96               | 96                 | "Епизода 1.96"  | Михаило Вукобратовић и Станко Милошевић | Жарко Јокановић | 18. јун 2020.       |
| 97               | 97                 | "Епизода 1.97"  | Михаило Вукобратовић и Станко Милошевић | Жарко Јокановић | 19. јун 2020.       |
| 98               | 98                 | "Епизода 1.98"  | Михаило Вукобратовић и Станко Милошевић | Жарко Јокановић | 23. јун 2020.       |
| 99               | 99                 | "Епизода 1.99"  | Михаило Вукобратовић и Станко Милошевић | Жарко Јокановић | 24. јун 2020.       |
| 100              | 100                | "Епизода 1.100" | Михаило Вукобратовић и Станко Милошевић | Жарко Јокановић | 25. јун 2020.       |
| 101              | 101                | "Епизода 1.101" | Михаило Вукобратовић и Станко Милошевић | Жарко Јокановић | 26. јун 2020.       |
| 102              | 102                | "Епизода 1.102" | Михаило Вукобратовић и Станко Милошевић | Жарко Јокановић | 30. јун 2020.       |
| 103              | 103                | "Епизода 1.103" | Михаило Вукобратовић и Станко Милошевић | Жарко Јокановић | 1. јул 2020.        |
| 104              | 104                | "Епизода 1.104" | Михаило Вукобратовић и Станко Милошевић | Жарко Јокановић | 2. јул 2020.        |
| 105              | 105                | "Епизода 1.105" | Михаило Вукобратовић и Станко Милошевић | Жарко Јокановић | 3. јул 2020.        |
| 106              | 106                | "Епизода 1.106" | Михаило Вукобратовић и Станко Милошевић | Жарко Јокановић | 7. јул 2020.        |
| 107              | 107                | "Епизода 1.107" | Михаило Вукобратовић и Станко Милошевић | Жарко Јокановић | 8. јул 2020.        |
| 108              | 108                | "Епизода 1.108" | Михаило Вукобратовић и Станко Милошевић | Жарко Јокановић | 14. јул 2020.       |
| 109              | 109                | "Епизода 1.109" | Михаило Вукобратовић и Станко Милошевић | Жарко Јокановић | 15. јул 2020.       |
| 110              | 110                | "Епизода 1.110" | Михаило Вукобратовић и Станко Милошевић | Жарко Јокановић | 16. јул 2020.       |
| 111              | 111                | "Епизода 1.111" | Михаило Вукобратовић и Станко Милошевић | Жарко Јокановић | 17. јул 2020.       |
| 112              | 112                | "Епизода 1.112" | Михаило Вукобратовић и Станко Милошевић | Жарко Јокановић | 21. јул 2020.       |
| 113              | 113                | "Епизода 1.113" | Михаило Вукобратовић и Станко Милошевић | Жарко Јокановић | 22. јул 2020.       |
| 114              | 114                | "Епизода 1.114" | Михаило Вукобратовић и Станко Милошевић | Жарко Јокановић | 23. јул 2020.       |
| 115              | 115                | "Епизода 1.115" | Михаило Вукобратовић и Станко Милошевић | Жарко Јокановић | 24. јул 2020.       |
| 116              | 116                | "Епизода 1.116" | Михаило Вукобратовић и Станко Милошевић | Жарко Јокановић | 28. јул 2020.       |
| 117              | 117                | "Епизода 1.117" | Михаило Вукобратовић и Станко Милошевић | Жарко Јокановић | 29. јул 2020.       |
| 118              | 118                | "Епизода 1.118" | Михаило Вукобратовић и Станко Милошевић | Жарко Јокановић | 30. јул 2020.       |
| 119              | 119                | "Епизода 1.119" | Михаило Вукобратовић и Станко Милошевић | Жарко Јокановић | 31. јул 2020.       |
| 120              | 120                | "Епизода 1.120" | Михаило Вукобратовић и Станко Милошевић | Жарко Јокановић | 4. август 2020.     |
| 121              | 121                | "Епизода 1.121" | Михаило Вукобратовић и Станко Милошевић | Жарко Јокановић | 5. август 2020.     |
| 122              | 122                | "Епизода 1.122" | Михаило Вукобратовић и Станко Милошевић | Жарко Јокановић | 6. август 2020.     |
| 123              | 123                | "Епизода 1.123" | Михаило Вукобратовић и Станко Милошевић | Жарко Јокановић | 7. август 2020.     |
| 124              | 124                | "Епизода 1.124" | Михаило Вукобратовић и Станко Милошевић | Жарко Јокановић | 11. август 2020.    |
| 125              | 125                | "Епизода 1.125" | Михаило Вукобратовић и Станко Милошевић | Жарко Јокановић | 12. август 2020.    |
| 126              | 126                | "Епизода 1.126" | Михаило Вукобратовић и Станко Милошевић | Жарко Јокановић | 13. август 2020.    |
| 127              | 127                | "Епизода 1.127" | Михаило Вукобратовић и Станко Милошевић | Жарко Јокановић | 14. август 2020.    |
| 128              | 128                | "Епизода 1.128" | Михаило Вукобратовић и Станко Милошевић | Жарко Јокановић | 18. август 2020.    |
| 129              | 129                | "Епизода 1.129" | Михаило Вукобратовић и Станко Милошевић | Жарко Јокановић | 19. август 2020.    |
| 130              | 130                | "Епизода 1.130" | Михаило Вукобратовић и Станко Милошевић | Жарко Јокановић | 20. август 2020.    |
| 131              | 131                | "Епизода 1.131" | Михаило Вукобратовић и Станко Милошевић | Жарко Јокановић | 21. август 2020.    |
| 132              | 132                | "Епизода 1.132" | Михаило Вукобратовић и Станко Милошевић | Жарко Јокановић | 25. август 2020.    |
| 133              | 133                | "Епизода 1.133" | Михаило Вукобратовић и Станко Милошевић | Жарко Јокановић | 26. август 2020.    |
| 134              | 134                | "Епизода 1.134" | Михаило Вукобратовић и Станко Милошевић | Жарко Јокановић | 27. август 2020.    |
| 135              | 135                | "Епизода 1.135" | Михаило Вукобратовић и Станко Милошевић | Жарко Јокановић | 28. август 2020.    |
| 136              | 136                | "Епизода 1.136" | Михаило Вукобратовић и Станко Милошевић | Жарко Јокановић | 1. септембар 2020.  |
| 137              | 137                | "Епизода 1.137" | Михаило Вукобратовић и Станко Милошевић | Жарко Јокановић | 2. септембар 2020.  |
| 138              | 138                | "Епизода 1.138" | Михаило Вукобратовић и Станко Милошевић | Жарко Јокановић | 3. септембар 2020.  |
| 139              | 139                | "Епизода 1.139" | Михаило Вукобратовић и Станко Милошевић | Жарко Јокановић | 4. септембар 2020.  |
| 140              | 140                | "Епизода 1.140" | Михаило Вукобратовић и Станко Милошевић | Жарко Јокановић | 8. септембар 2020.  |
| 141              | 141                | "Епизода 1.141" | Михаило Вукобратовић и Станко Милошевић | Жарко Јокановић | 9. септембар 2020.  |
| 142              | 142                | "Епизода 1.142" | Михаило Вукобратовић и Станко Милошевић | Жарко Јокановић | 10. септембар 2020. |
| 143              | 143                | "Епизода 1.143" | Михаило Вукобратовић и Станко Милошевић | Жарко Јокановић | 11. септембар 2020. |
| 144              | 144                | "Епизода 1.144" | Михаило Вукобратовић и Станко Милошевић | Жарко Јокановић | 15. септембар 2020. |
| 145              | 145                | "Епизода 1.145" | Михаило Вукобратовић и Станко Милошевић | Жарко Јокановић | 16. септембар 2020. |
| 146              | 146                | "Епизода 1.146" | Михаило Вукобратовић и Станко Милошевић | Жарко Јокановић | 17. септембар 2020. |
| 147              | 147                | "Епизода 1.147" | Михаило Вукобратовић и Станко Милошевић | Жарко Јокановић | 18. септембар 2020. |
| 148              | 148                | "Епизода 1.148" | Михаило Вукобратовић и Станко Милошевић | Жарко Јокановић | 22. септембар 2020. |
| 149              | 149                | "Епизода 1.149" | Михаило Вукобратовић и Станко Милошевић | Жарко Јокановић | 23. септембар 2020. |
| 150              | 150                | "Епизода 1.150" | Михаило Вукобратовић и Станко Милошевић | Жарко Јокановић | 24. септембар 2020. |
| 151              | 151                | "Епизода 1.151" | Михаило Вукобратовић и Станко Милошевић | Жарко Јокановић | 25. септембар 2020. |
| 152              | 152                | "Епизода 1.152" | Михаило Вукобратовић и Станко Милошевић | Жарко Јокановић | 29. септембар 2020. |
| 153              | 153                | "Епизода 1.153" | Михаило Вукобратовић и Станко Милошевић | Жарко Јокановић | 30. септембар 2020. |
| 154              | 154                | "Епизода 1.154" | Михаило Вукобратовић и Станко Милошевић | Жарко Јокановић | 1. октобар 2020.    |
| 155              | 155                | "Епизода 1.155" | Михаило Вукобратовић и Станко Милошевић | Жарко Јокановић | 2. октобар 2020.    |
| 156              | 156                | "Епизода 1.156" | Михаило Вукобратовић и Станко Милошевић | Жарко Јокановић | 6. октобар 2020.    |
| 157              | 157                | "Епизода 1.157" | Михаило Вукобратовић и Станко Милошевић | Жарко Јокановић | 7. октобар 2020.    |
| 158              | 158                | "Епизода 1.158" | Михаило Вукобратовић и Станко Милошевић | Жарко Јокановић | 8. октобар 2020.    |
| 159              | 159                | "Епизода 1.159" | Михаило Вукобратовић и Станко Милошевић | Жарко Јокановић | 9. октобар 2020.    |
| 160              | 160                | "Епизода 1.160" | Михаило Вукобратовић и Станко Милошевић | Жарко Јокановић | 13. октобар 2020.   |
| 161              | 161                | "Епизода 1.161" | Михаило Вукобратовић и Станко Милошевић | Жарко Јокановић | 14. октобар 2020.   |
| 162              | 162                | "Епизода 1.162" | Михаило Вукобратовић и Станко Милошевић | Жарко Јокановић | 15. октобар 2020.   |
| 163              | 163                | "Епизода 1.153" | Михаило Вукобратовић и Станко Милошевић | Жарко Јокановић | 16. октобар 2020.   |
| 164              | 164                | "Епизода 1.164" | Михаило Вукобратовић и Станко Милошевић | Жарко Јокановић | 20. октобар 2020.   |
| 165              | 165                | "Епизода 1.165" | Михаило Вукобратовић и Станко Милошевић | Жарко Јокановић | 21. октобар 2020.   |
| 166              | 166                | "Епизода 1.167" | Михаило Вукобратовић и Станко Милошевић | Жарко Јокановић | 22. октобар 2020.   |
| 167              | 167                | "Епизода 1.167" | Михаило Вукобратовић и Станко Милошевић | Жарко Јокановић | 23. октобар 2020.   |
| 168              | 168                | "Епизода 1.168" | Михаило Вукобратовић и Станко Милошевић | Жарко Јокановић | 27. октобар 2020.   |
| 169              | 169                | "Епизода 1.169" | Михаило Вукобратовић и Станко Милошевић | Жарко Јокановић | 28. октобар 2020.   |
| 170              | 170                | "Епизода 1.170" | Михаило Вукобратовић и Станко Милошевић | Жарко Јокановић | 29. октобар 2020.   |
| 171              | 171                | "Епизода 1.171" | Михаило Вукобратовић и Станко Милошевић | Жарко Јокановић | 30. октобар 2020.   |
| 172              | 172                | "Епизода 1.172" | Михаило Вукобратовић и Станко Милошевић | Жарко Јокановић | 3. новембар 2020.   |
| 173              | 173                | "Епизода 1.173" | Михаило Вукобратовић и Станко Милошевић | Жарко Јокановић | 4. новембар 2020.   |
| 174              | 174                | "Епизода 1.174" | Михаило Вукобратовић и Станко Милошевић | Жарко Јокановић | 5. новембар 2020.   |
| 175              | 175                | "Епизода 1.175" | Михаило Вукобратовић и Станко Милошевић | Жарко Јокановић | 6. новембар 2020.   |
| 176              | 176                | "Епизода 1.176" | Михаило Вукобратовић и Станко Милошевић | Жарко Јокановић | 10. новембар 2020.  |
| 177              | 177                | "Епизода 1.177" | Михаило Вукобратовић и Станко Милошевић | Жарко Јокановић | 11. новембар 2020.  |
| 178              | 178                | "Епизода 1.178" | Михаило Вукобратовић и Станко Милошевић | Жарко Јокановић | 12. новембар 2020.  |
| 179              | 179                | "Епизода 1.179" | Михаило Вукобратовић и Станко Милошевић | Жарко Јокановић | 13. новембар 2020.  |
| 180              | 180                | "Епизода 1.180" | Михаило Вукобратовић и Станко Милошевић | Жарко Јокановић | 17. новембар 2020.  |
| 181              | 181                | "Епизода 1.181" | Михаило Вукобратовић и Станко Милошевић | Жарко Јокановић | 18. новембар 2020.  |
| 182              | 182                | "Епизода 1.182" | Михаило Вукобратовић и Станко Милошевић | Жарко Јокановић | 19. новембар 2020.  |
| 183              | 183                | "Епизода 1.183" | Михаило Вукобратовић и Станко Милошевић | Жарко Јокановић | 20. новембар 2020.  |
| 184              | 184                | "Епизода 1.184" | Михаило Вукобратовић и Станко Милошевић | Жарко Јокановић | 24. новембар 2020.  |
| 185              | 185                | "Епизода 1.185" | Михаило Вукобратовић и Станко Милошевић | Жарко Јокановић | 25. новембар 2020.  |
| 186              | 186                | "Епизода 1.186" | Михаило Вукобратовић и Станко Милошевић | Жарко Јокановић | 26. новембар 2020.  |
| 187              | 187                | "Епизода 1.187" | Михаило Вукобратовић и Станко Милошевић | Жарко Јокановић | 27. новембар 2020.  |
| 188              | 188                | "Епизода 1.188" | Михаило Вукобратовић и Станко Милошевић | Жарко Јокановић | 1. децембар 2020.   |
| 189              | 189                | "Епизода 1.189" | Михаило Вукобратовић и Станко Милошевић | Жарко Јокановић | 2. децембар 2020.   |
| 190              | 190                | "Епизода 1.190" | Михаило Вукобратовић и Станко Милошевић | Жарко Јокановић | 3. децембар 2020.   |
| 191              | 191                | "Епизода 1.191" | Михаило Вукобратовић и Станко Милошевић | Жарко Јокановић | 4. децембар 2020.   |
| 192              | 192                | "Епизода 1.192" | Михаило Вукобратовић и Станко Милошевић | Жарко Јокановић | 8. децембар 2020.   |
| 193              | 193                | "Епизода 1.193" | Михаило Вукобратовић и Станко Милошевић | Жарко Јокановић | 9. децембар 2020.   |
| 194              | 194                | "Епизода 1.194" | Михаило Вукобратовић и Станко Милошевић | Жарко Јокановић | 10. децембар 2020.  |
| 195              | 195                | "Епизода 1.195" | Михаило Вукобратовић и Станко Милошевић | Жарко Јокановић | 11. децембар 2020.  |
| 196              | 196                | "Епизода 1.196" | Михаило Вукобратовић и Станко Милошевић | Жарко Јокановић | 15. децембар 2020.  |
| 197              | 197                | "Епизода 1.197" | Михаило Вукобратовић и Станко Милошевић | Жарко Јокановић | 16. децембар 2020.  |
| 198              | 198                | "Епизода 1.198" | Михаило Вукобратовић и Станко Милошевић | Жарко Јокановић | 17. децембар 2020.  |
| 199              | 199                | "Епизода 1.199" | Михаило Вукобратовић и Станко Милошевић | Жарко Јокановић | 18. децембар 2020.  |
| 200              | 200                | "Епизода 1.200" | Михаило Вукобратовић и Станко Милошевић | Жарко Јокановић | 22. децембар 2020.  |
| 201              | 201                | "Епизода 1.201" | Михаило Вукобратовић и Станко Милошевић | Жарко Јокановић | 23. децембар 2020.  |
| 202              | 202                | "Епизода 1.202" | Михаило Вукобратовић и Станко Милошевић | Жарко Јокановић | 24. децембар 2020.  |
| 203              | 203                | "Епизода 1.203" | Михаило Вукобратовић и Станко Милошевић | Жарко Јокановић | 25. децембар 2020.  |
| 204              | 204                | "Епизода 1.204" | Михаило Вукобратовић и Станко Милошевић | Жарко Јокановић | 29. децембар 2020.  |
| 205              | 205                | "Епизода 1.205" | Михаило Вукобратовић и Станко Милошевић | Жарко Јокановић | 30. децембар 2020.  |
| 206              | 206                | "Епизода 1.206" | Михаило Вукобратовић и Станко Милошевић | Жарко Јокановић | 31. децембар 2020.  |
| 207              | 207                | "Епизода 1.207" | Михаило Вукобратовић и Станко Милошевић | Жарко Јокановић | 1. јануар 2021.     |
| 208              | 208                | "Епизода 1.208" | Михаило Вукобратовић и Станко Милошевић | Жарко Јокановић | 5. јануар 2021.     |
| 209              | 209                | "Епизода 1.209" | Михаило Вукобратовић и Станко Милошевић | Жарко Јокановић | 6. јануар 2021.     |
| 210              | 210                | "Епизода 1.210" | Михаило Вукобратовић и Станко Милошевић | Жарко Јокановић | 7. јануар 2021.     |
| 211              | 211                | "Епизода 1.211" | Михаило Вукобратовић и Станко Милошевић | Жарко Јокановић | 8. јануар 2021.     |
| 212              | 212                | "Епизода 1.212" | Михаило Вукобратовић и Станко Милошевић | Жарко Јокановић | 12. јануар 2021.    |
| 213              | 213                | "Епизода 1.213" | Михаило Вукобратовић и Станко Милошевић | Жарко Јокановић | 13. јануар 2021.    |
| 214              | 214                | "Епизода 1.214" | Михаило Вукобратовић и Станко Милошевић | Жарко Јокановић | 14. јануар 2021.    |
| 215              | 215                | "Епизода 1.215" | Михаило Вукобратовић и Станко Милошевић | Жарко Јокановић | 15. јануар 2021.    |
| 216              | 216                | "Епизода 1.216" | Михаило Вукобратовић и Станко Милошевић | Жарко Јокановић | 16. јануар 2021.    |
| 217              | 217                | "Епизода 1.217" | Михаило Вукобратовић и Станко Милошевић | Жарко Јокановић | 17. јануар 2021.    |
| 218              | 218                | "Епизода 1.218" | Михаило Вукобратовић и Станко Милошевић | Жарко Јокановић | 19. јануар 2021.    |
| 219              | 219                | "Епизода 1.219" | Михаило Вукобратовић и Станко Милошевић | Жарко Јокановић | 20. јануар 2021.    |
| 220              | 220                | "Епизода 1.220" | Михаило Вукобратовић и Станко Милошевић | Жарко Јокановић | 21. јануар 2021.    |
| 221              | 221                | "Епизода 1.221" | Михаило Вукобратовић и Станко Милошевић | Жарко Јокановић | 22. јануар 2021.    |
| 222              | 222                | "Епизода 1.222" | Михаило Вукобратовић и Станко Милошевић | Жарко Јокановић | 26. јануар 2021.    |
| 223              | 223                | "Епизода 1.223" | Михаило Вукобратовић и Станко Милошевић | Жарко Јокановић | 27. јануар 2021.    |
| 224              | 224                | "Епизода 1.224" | Михаило Вукобратовић и Станко Милошевић | Жарко Јокановић | 28. јануар 2021.    |
| 225              | 225                | "Епизода 1.225" | Михаило Вукобратовић и Станко Милошевић | Жарко Јокановић | 29. јануар 2021.    |
| 226              | 226                | "Епизода 1.226" | Михаило Вукобратовић и Станко Милошевић | Жарко Јокановић | 2. фебруар 2021.    |
| 227              | 227                | "Епизода 1.227" | Михаило Вукобратовић и Станко Милошевић | Жарко Јокановић | 3. фебруар 2021.    |
| 228              | 228                | "Епизода 1.228" | Михаило Вукобратовић и Станко Милошевић | Жарко Јокановић | 4. фебруар 2021.    |
| 229              | 229                | "Епизода 1.229" | Михаило Вукобратовић и Станко Милошевић | Жарко Јокановић | 5. фебруар 2021.    |
| 230              | 230                | "Епизода 1.230" | Михаило Вукобратовић и Станко Милошевић | Жарко Јокановић | 9. фебруар 2021.    |
| 231              | 231                | "Епизода 1.231" | Михаило Вукобратовић и Станко Милошевић | Жарко Јокановић | 10. фебруар 2021.   |
| 232              | 232                | "Епизода 1.232" | Михаило Вукобратовић и Станко Милошевић | Жарко Јокановић | 11. фебруар 2021.   |
| 233              | 233                | "Епизода 1.233" | Михаило Вукобратовић и Станко Милошевић | Жарко Јокановић | 12. фебруар 2021.   |
| 234              | 234                | "Епизода 1.234" | Михаило Вукобратовић и Станко Милошевић | Жарко Јокановић | 16. фебруар 2021.   |
| 235              | 235                | "Епизода 1.235" | Михаило Вукобратовић и Станко Милошевић | Жарко Јокановић | 17. фебруар 2021.   |
| 236              | 236                | "Епизода 1.236" | Михаило Вукобратовић и Станко Милошевић | Жарко Јокановић | 18. фебруар 2021.   |
| 237              | 237                | "Епизода 1.237" | Михаило Вукобратовић и Станко Милошевић | Жарко Јокановић | 19. фебруар 2021.   |
| 238              | 238                | "Епизода 1.238" | Михаило Вукобратовић и Станко Милошевић | Жарко Јокановић | 23. фебруар 2021.   |
| 239              | 239                | "Епизода 1.239" | Михаило Вукобратовић и Станко Милошевић | Жарко Јокановић | 24. фебруар 2021.   |
| 240              | 240                | "Епизода 1.240" | Михаило Вукобратовић и Станко Милошевић | Жарко Јокановић | 25. фебруар 2021.   |
| 241              | 241                | "Епизода 1.241" | Михаило Вукобратовић и Станко Милошевић | Жарко Јокановић | 26. фебруар 2021.   |
| 242              | 242                | "Епизода 1.242" | Михаило Вукобратовић и Станко Милошевић | Жарко Јокановић | 2. март 2021.       |
| 243              | 243                | "Епизода 1.243" | Михаило Вукобратовић и Станко Милошевић | Жарко Јокановић | 3. март 2021.       |
| 244              | 244                | "Епизода 1.244" | Михаило Вукобратовић и Станко Милошевић | Жарко Јокановић | 4. март 2021.       |
| 245              | 245                | "Епизода 1.245" | Михаило Вукобратовић и Станко Милошевић | Жарко Јокановић | 5. март 2021.       |
| 246              | 246                | "Епизода 1.246" | Михаило Вукобратовић и Станко Милошевић | Жарко Јокановић | 9. март 2021.       |
| 247              | 247                | "Епизода 1.247" | Михаило Вукобратовић и Станко Милошевић | Жарко Јокановић | 10. март 2021.      |
| 248              | 248                | "Епизода 1.248" | Михаило Вукобратовић и Станко Милошевић | Жарко Јокановић | 11. март 2021.      |
| 249              | 249                | "Епизода 1.249" | Михаило Вукобратовић и Станко Милошевић | Жарко Јокановић | 12. март 2021.      |
| 250              | 250                | "Епизода 1.250" | Михаило Вукобратовић и Станко Милошевић | Жарко Јокановић | 16. март 2021.      |
| 251              | 251                | "Епизода 1.251" | Михаило Вукобратовић и Станко Милошевић | Жарко Јокановић | 17. март 2021.      |
| 252              | 252                | "Епизода 1.252" | Михаило Вукобратовић и Станко Милошевић | Жарко Јокановић | 18. март 2021.      |
| 253              | 253                | "Епизода 1.253" | Михаило Вукобратовић и Станко Милошевић | Жарко Јокановић | 19. март 2021.      |
| 254              | 254                | "Епизода 1.254" | Михаило Вукобратовић и Станко Милошевић | Жарко Јокановић | 23. март 2021.      |
| 255              | 255                | "Епизода 1.255" | Михаило Вукобратовић и Станко Милошевић | Жарко Јокановић | 24. март 2021.      |
| 256              | 256                | "Епизода 1.256" | Михаило Вукобратовић и Станко Милошевић | Жарко Јокановић | 25. март 2021.      |
| 257              | 257                | "Епизода 1.257" | Михаило Вукобратовић и Станко Милошевић | Жарко Јокановић | 26. март 2021.      |
| 258              | 258                | "Епизода 1.258" | Михаило Вукобратовић и Станко Милошевић | Жарко Јокановић | 30. март 2021.      |
| 259              | 259                | "Епизода 1.259" | Михаило Вукобратовић и Станко Милошевић | Жарко Јокановић | 31. март 2021.      |
| 260              | 260                | "Епизода 1.260" | Михаило Вукобратовић и Станко Милошевић | Жарко Јокановић | 1. април 2021.      |
| 261              | 261                | "Епизода 1.261" | Михаило Вукобратовић и Станко Милошевић | Жарко Јокановић | 2. април 2021.      |
| 262              | 262                | "Епизода 1.262" | Михаило Вукобратовић и Станко Милошевић | Жарко Јокановић | 6. април 2021.      |
| 263              | 263                | "Епизода 1.263" | Михаило Вукобратовић и Станко Милошевић | Жарко Јокановић | 7. април 2021.      |
| 264              | 264                | "Епизода 1.264" | Михаило Вукобратовић и Станко Милошевић | Жарко Јокановић | 8. април 2021.      |
| 265              | 265                | "Епизода 1.265" | Михаило Вукобратовић и Станко Милошевић | Жарко Јокановић | 9. април 2021.      |
| 266              | 266                | "Епизода 1.266" | Михаило Вукобратовић и Станко Милошевић | Жарко Јокановић | 13. април 2021.     |
| 267              | 267                | "Епизода 1.267" | Михаило Вукобратовић и Станко Милошевић | Жарко Јокановић | 14. април 2021.     |
| 268              | 268                | "Епизода 1.268" | Михаило Вукобратовић и Станко Милошевић | Жарко Јокановић | 15. април 2021.     |
| 269              | 269                | "Епизода 1.269" | Михаило Вукобратовић и Станко Милошевић | Жарко Јокановић | 16. април 2021.     |
| 270              | 270                | "Епизода 1.270" | Михаило Вукобратовић и Станко Милошевић | Жарко Јокановић | 20. април 2021.     |
| 271              | 271                | "Епизода 1.271" | Михаило Вукобратовић и Станко Милошевић | Жарко Јокановић | 21. април 2021.     |
| 272              | 272                | "Епизода 1.272" | Михаило Вукобратовић и Станко Милошевић | Жарко Јокановић | 22. април 2021.     |
| 273              | 273                | "Епизода 1.273" | Михаило Вукобратовић и Станко Милошевић | Жарко Јокановић | 23. април 2021.     |
| 274              | 274                | "Епизода 1.274" | Михаило Вукобратовић и Станко Милошевић | Жарко Јокановић | 27. април 2021.     |
| 275              | 275                | "Епизода 1.275" | Михаило Вукобратовић и Станко Милошевић | Жарко Јокановић | 28. април 2021.     |
| 276              | 276                | "Епизода 1.276" | Михаило Вукобратовић и Станко Милошевић | Жарко Јокановић | 29. април 2021.     |
| 277              | 277                | "Епизода 1.277" | Михаило Вукобратовић и Станко Милошевић | Жарко Јокановић | 30. април 2021.     |
| 278              | 278                | "Епизода 1.278" | Михаило Вукобратовић и Станко Милошевић | Жарко Јокановић | 4. мај 2021.        |
| 279              | 279                | "Епизода 1.279" | Михаило Вукобратовић и Станко Милошевић | Жарко Јокановић | 5. мај 2021.        |
| 280              | 280                | "Епизода 1.280" | Михаило Вукобратовић и Станко Милошевић | Жарко Јокановић | 6. мај 2021.        |
| 281              | 281                | "Епизода 1.281" | Михаило Вукобратовић и Станко Милошевић | Жарко Јокановић | 7. мај 2021.        |
| 282              | 282                | "Епизода 1.282" | Михаило Вукобратовић и Станко Милошевић | Жарко Јокановић | 11. мај 2021.       |
| 283              | 283                | "Епизода 1.283" | Михаило Вукобратовић и Станко Милошевић | Жарко Јокановић | 12. мај 2021.       |
| 284              | 284                | "Епизода 1.284" | Михаило Вукобратовић и Станко Милошевић | Жарко Јокановић | 13. мај 2021.       |
| 285              | 285                | "Епизода 1.285" | Михаило Вукобратовић и Станко Милошевић | Жарко Јокановић | 14. мај 2021.       |
| 286              | 286                | "Епизода 1.286" | Михаило Вукобратовић и Станко Милошевић | Жарко Јокановић | 18. мај 2021.       |
| 287              | 287                | "Епизода 1.287" | Михаило Вукобратовић и Станко Милошевић | Жарко Јокановић | 19. мај 2021.       |
| 288              | 288                | "Епизода 1.288" | Михаило Вукобратовић и Станко Милошевић | Жарко Јокановић | 20. мај 2021.       |
| 289              | 289                | "Епизода 1.289" | Михаило Вукобратовић и Станко Милошевић | Жарко Јокановић | 21. мај 2021.       |
| 290              | 290                | "Епизода 1.290" | Михаило Вукобратовић и Станко Милошевић | Жарко Јокановић | 25. мај 2021.       |
| 291              | 291                | "Епизода 1.291" | Михаило Вукобратовић и Станко Милошевић | Жарко Јокановић | 26. мај 2021.       |
| 292              | 292                | "Епизода 1.292" | Михаило Вукобратовић и Станко Милошевић | Жарко Јокановић | 27. мај 2021.       |
| 293              | 293                | "Епизода 1.293" | Михаило Вукобратовић и Станко Милошевић | Жарко Јокановић | 28. мај 2021.       |
| 294              | 294                | "Епизода 1.294" | Михаило Вукобратовић и Станко Милошевић | Жарко Јокановић | 1. јун 2021.        |
| 295              | 295                | "Епизода 1.295" | Михаило Вукобратовић и Станко Милошевић | Жарко Јокановић | 2. јун 2021.        |
| 296              | 296                | "Епизода 1.296" | Михаило Вукобратовић и Станко Милошевић | Жарко Јокановић | 3. јун 2021.        |
| 297              | 297                | "Епизода 1.297" | Михаило Вукобратовић и Станко Милошевић | Жарко Јокановић | 4. јун 2021.        |
| 298              | 298                | "Епизода 1.298" | Михаило Вукобратовић и Станко Милошевић | Жарко Јокановић | 8. јун 2021.        |
| 299              | 299                | "Епизода 1.299" | Михаило Вукобратовић и Станко Милошевић | Жарко Јокановић | 9. јун 2021.        |
| 300              | 300                | "Епизода 1.300" | Михаило Вукобратовић и Станко Милошевић | Жарко Јокановић | 10. јун 2021.       |
| 301              | 301                | "Епизода 1.301" | Михаило Вукобратовић и Станко Милошевић | Жарко Јокановић | 11. јун 2021.       |
| 302              | 302                | "Епизода 1.302" | Михаило Вукобратовић и Станко Милошевић | Жарко Јокановић | 15. јун 2021.       |
| 303              | 303                | "Епизода 1.303" | Михаило Вукобратовић и Станко Милошевић | Жарко Јокановић | 16. јун 2021.       |
| 304              | 304                | "Епизода 1.304" | Михаило Вукобратовић и Станко Милошевић | Жарко Јокановић | 17. јун 2021.       |
| 305              | 305                | "Епизода 1.305" | Михаило Вукобратовић и Станко Милошевић | Жарко Јокановић | 18. јун 2021.       |
| 306              | 306                | "Епизода 1.306" | Михаило Вукобратовић и Станко Милошевић | Жарко Јокановић | 22. јун 2021.       |
| 307              | 307                | "Епизода 1.307" | Михаило Вукобратовић и Станко Милошевић | Жарко Јокановић | 23. јун 2021.       |
| 308              | 308                | "Епизода 1.308" | Михаило Вукобратовић и Станко Милошевић | Жарко Јокановић | 24. јун 2021.       |
| 309              | 309                | "Епизода 1.309" | Михаило Вукобратовић и Станко Милошевић | Жарко Јокановић | 24. јун 2021.       |
| 310              | 310                | "Епизода 1.310" | Михаило Вукобратовић и Станко Милошевић | Жарко Јокановић | 25. јун 2021.       |
| 311              | 311                | "Епизода 1.311" | Михаило Вукобратовић и Станко Милошевић | Жарко Јокановић | 25. јун 2021.       |

### 2. сезона (2021−22)
| Бр. еп. (укупно) | Бр. еп. (у сезони) | Наслов          | Редитељ                                       | Сценариста      | Премијера           |
| ---------------- | ------------------ | --------------- | --------------------------------------------- | --------------- | ------------------- |
| 312              | 1                  | "Епизода 2.1"   | Александра Елчић Челановић и Станко Милошевић | Жарко Јокановић | 6. септембар 2021.  |
| 313              | 2                  | "Епизода 2.2"   | Александра Елчић Челановић и Станко Милошевић | Жарко Јокановић | 7. септембар 2021.  |
| 314              | 3                  | "Епизода 2.3"   | Александра Елчић Челановић и Станко Милошевић | Жарко Јокановић | 8. септембар 2021.  |
| 315              | 4                  | "Епизода 2.4"   | Александра Елчић Челановић и Станко Милошевић | Жарко Јокановић | 9. септембар 2021.  |
| 316              | 5                  | "Епизода 2.5"   | Александра Елчић Челановић и Станко Милошевић | Жарко Јокановић | 10. септембар 2021. |
| 317              | 6                  | "Епизода 2.6"   | Александра Елчић Челановић и Станко Милошевић | Жарко Јокановић | 13. септембар 2021. |
| 318              | 7                  | "Епизода 2.7"   | Александра Елчић Челановић и Станко Милошевић | Жарко Јокановић | 14. септембар 2021. |
| 319              | 8                  | "Епизода 2.8"   | Александра Елчић Челановић и Станко Милошевић | Жарко Јокановић | 15. септембар 2021. |
| 320              | 9                  | "Епизода 2.9"   | Александра Елчић Челановић и Станко Милошевић | Жарко Јокановић | 16. септембар 2021. |
| 321              | 10                 | "Епизода 2.10"  | Александра Елчић Челановић и Станко Милошевић | Жарко Јокановић | 17. септембар 2021. |
| 322              | 11                 | "Епизода 2.11"  | Александра Елчић Челановић и Станко Милошевић | Жарко Јокановић | 20. септембар 2021. |
| 323              | 12                 | "Епизода 2.12"  | Александра Елчић Челановић и Станко Милошевић | Жарко Јокановић | 21. септембар 2021. |
| 324              | 13                 | "Епизода 2.13"  | Александра Елчић Челановић и Станко Милошевић | Жарко Јокановић | 22. септембар 2021. |
| 325              | 14                 | "Епизода 2.14"  | Александра Елчић Челановић и Станко Милошевић | Жарко Јокановић | 23. септембар 2021. |
| 326              | 15                 | "Епизода 2.15"  | Александра Елчић Челановић и Станко Милошевић | Жарко Јокановић | 24. септембар 2021. |
| 327              | 16                 | "Епизода 2.16"  | Александра Елчић Челановић и Станко Милошевић | Жарко Јокановић | 27. септембар 2021. |
| 328              | 17                 | "Епизода 2.17"  | Александра Елчић Челановић и Станко Милошевић | Жарко Јокановић | 28. септембар 2021. |
| 329              | 18                 | "Епизода 2.18"  | Александра Елчић Челановић и Станко Милошевић | Жарко Јокановић | 29. септембар 2021. |
| 330              | 19                 | "Епизода 2.19"  | Александра Елчић Челановић и Станко Милошевић | Жарко Јокановић | 30. септембар 2021. |
| 331              | 20                 | "Епизода 2.20"  | Александра Елчић Челановић и Станко Милошевић | Жарко Јокановић | 1. октобар 2021.    |
| 332              | 21                 | "Епизода 2.21"  | Александра Елчић Челановић и Станко Милошевић | Жарко Јокановић | 4. октобар 2021.    |
| 333              | 22                 | "Епизода 2.22"  | Александра Елчић Челановић и Станко Милошевић | Жарко Јокановић | 5. октобар 2021.    |
| 334              | 23                 | "Епизода 2.23"  | Александра Елчић Челановић и Станко Милошевић | Жарко Јокановић | 6. октобар 2021.    |
| 335              | 24                 | "Епизода 2.24"  | Александра Елчић Челановић и Станко Милошевић | Жарко Јокановић | 7. октобар 2021.    |
| 336              | 25                 | "Епизода 2.25"  | Александра Елчић Челановић и Станко Милошевић | Жарко Јокановић | 8. октобар 2021.    |
| 337              | 26                 | "Епизода 2.26"  | Александра Елчић Челановић и Станко Милошевић | Жарко Јокановић | 11. октобар 2021.   |
| 338              | 27                 | "Епизода 2.27"  | Александра Елчић Челановић и Станко Милошевић | Жарко Јокановић | 12. октобар 2021.   |
| 339              | 28                 | "Епизода 2.28"  | Александра Елчић Челановић и Станко Милошевић | Жарко Јокановић | 13. октобар 2021.   |
| 340              | 29                 | "Епизода 2.29"  | Александра Елчић Челановић и Станко Милошевић | Жарко Јокановић | 14. октобар 2021.   |
| 341              | 30                 | "Епизода 2.30"  | Александра Елчић Челановић и Станко Милошевић | Жарко Јокановић | 15. октобар 2021.   |
| 342              | 31                 | "Епизода 2.31"  | Александра Елчић Челановић и Станко Милошевић | Жарко Јокановић | 18. октобар 2021.   |
| 343              | 32                 | "Епизода 2.32"  | Александра Елчић Челановић и Станко Милошевић | Жарко Јокановић | 19. октобар 2021.   |
| 344              | 33                 | "Епизода 2.33"  | Александра Елчић Челановић и Станко Милошевић | Жарко Јокановић | 20. октобар 2021.   |
| 345              | 34                 | "Епизода 2.34"  | Александра Елчић Челановић и Станко Милошевић | Жарко Јокановић | 21. октобар 2021.   |
| 346              | 35                 | "Епизода 2.35"  | Александра Елчић Челановић и Станко Милошевић | Жарко Јокановић | 22. октобар 2021.   |
| 347              | 36                 | "Епизода 2.36"  | Александра Елчић Челановић и Станко Милошевић | Жарко Јокановић | 25. октобар 2021.   |
| 348              | 37                 | "Епизода 2.37"  | Александра Елчић Челановић и Станко Милошевић | Жарко Јокановић | 26. октобар 2021.   |
| 349              | 38                 | "Епизода 2.38"  | Александра Елчић Челановић и Станко Милошевић | Жарко Јокановић | 27. октобар 2021.   |
| 350              | 39                 | "Епизода 2.39"  | Александра Елчић Челановић и Станко Милошевић | Жарко Јокановић | 28. октобар 2021.   |
| 351              | 40                 | "Епизода 2.40"  | Александра Елчић Челановић и Станко Милошевић | Жарко Јокановић | 29. октобар 2021.   |
| 352              | 41                 | "Епизода 2.41"  | Александра Елчић Челановић и Станко Милошевић | Жарко Јокановић | 1. новембар 2021.   |
| 353              | 42                 | "Епизода 2.42"  | Александра Елчић Челановић и Станко Милошевић | Жарко Јокановић | 2. новембар 2021.   |
| 354              | 43                 | "Епизода 2.43"  | Александра Елчић Челановић и Станко Милошевић | Жарко Јокановић | 3. новембар 2021.   |
| 355              | 44                 | "Епизода 2.44"  | Александра Елчић Челановић и Станко Милошевић | Жарко Јокановић | 4. новембар 2021.   |
| 356              | 45                 | "Епизода 2.45"  | Александра Елчић Челановић и Станко Милошевић | Жарко Јокановић | 5. новембар 2021.   |
| 357              | 46                 | "Епизода 2.46"  | Александра Елчић Челановић и Станко Милошевић | Жарко Јокановић | 8. новембар 2021.   |
| 358              | 47                 | "Епизода 2.47"  | Александра Елчић Челановић и Станко Милошевић | Жарко Јокановић | 9. новембар 2021.   |
| 359              | 48                 | "Епизода 2.48"  | Александра Елчић Челановић и Станко Милошевић | Жарко Јокановић | 10. новембар 2021.  |
| 360              | 49                 | "Епизода 2.49"  | Александра Елчић Челановић и Станко Милошевић | Жарко Јокановић | 11. новембар 2021.  |
| 361              | 50                 | "Епизода 2.50"  | Александра Елчић Челановић и Станко Милошевић | Жарко Јокановић | 12. новембар 2021.  |
| 362              | 51                 | "Епизода 2.51"  | Александра Елчић Челановић и Станко Милошевић | Жарко Јокановић | 15. новембар 2021.  |
| 363              | 52                 | "Епизода 2.52"  | Александра Елчић Челановић и Станко Милошевић | Жарко Јокановић | 16. новембар 2021.  |
| 364              | 53                 | "Епизода 2.53"  | Александра Елчић Челановић и Станко Милошевић | Жарко Јокановић | 17. новембар 2021.  |
| 365              | 54                 | "Епизода 2.54"  | Александра Елчић Челановић и Станко Милошевић | Жарко Јокановић | 18. новембар 2021.  |
| 366              | 55                 | "Епизода 2.55"  | Александра Елчић Челановић и Станко Милошевић | Жарко Јокановић | 19. новембар 2021.  |
| 367              | 56                 | "Епизода 2.56"  | Александра Елчић Челановић и Станко Милошевић | Жарко Јокановић | 22. новембар 2021.  |
| 368              | 57                 | "Епизода 2.57"  | Александра Елчић Челановић и Станко Милошевић | Жарко Јокановић | 23. новембар 2021.  |
| 369              | 58                 | "Епизода 2.58"  | Александра Елчић Челановић и Станко Милошевић | Жарко Јокановић | 24. новембар 2021.  |
| 370              | 59                 | "Епизода 2.59"  | Александра Елчић Челановић и Станко Милошевић | Жарко Јокановић | 25. новембар 2021.  |
| 371              | 60                 | "Епизода 2.60"  | Александра Елчић Челановић и Станко Милошевић | Жарко Јокановић | 26. новембар 2021.  |
| 372              | 61                 | "Епизода 2.61"  | Александра Елчић Челановић и Станко Милошевић | Жарко Јокановић | 29. новембар 2021.  |
| 373              | 62                 | "Епизода 2.62"  | Александра Елчић Челановић и Станко Милошевић | Жарко Јокановић | 30. новембар 2021.  |
| 374              | 63                 | "Епизода 2.63"  | Александра Елчић Челановић и Станко Милошевић | Жарко Јокановић | 1. децембар 2021.   |
| 375              | 64                 | "Епизода 2.64"  | Александра Елчић Челановић и Станко Милошевић | Жарко Јокановић | 2. децембар 2021.   |
| 376              | 65                 | "Епизода 2.65"  | Александра Елчић Челановић и Станко Милошевић | Жарко Јокановић | 3. децембар 2021.   |
| 377              | 66                 | "Епизода 2.66"  | Александра Елчић Челановић и Станко Милошевић | Жарко Јокановић | 6. децембар 2021.   |
| 378              | 67                 | "Епизода 2.67"  | Александра Елчић Челановић и Станко Милошевић | Жарко Јокановић | 7. децембар 2021.   |
| 379              | 68                 | "Епизода 2.68"  | Александра Елчић Челановић и Станко Милошевић | Жарко Јокановић | 8. децембар 2021.   |
| 380              | 69                 | "Епизода 2.69"  | Александра Елчић Челановић и Станко Милошевић | Жарко Јокановић | 9. децембар 2021.   |
| 381              | 70                 | "Епизода 2.70"  | Александра Елчић Челановић и Станко Милошевић | Жарко Јокановић | 10. децембар 2021.  |
| 382              | 71                 | "Епизода 2.71"  | Александра Елчић Челановић и Станко Милошевић | Жарко Јокановић | 13. децембар 2021.  |
| 383              | 72                 | "Епизода 2.72"  | Александра Елчић Челановић и Станко Милошевић | Жарко Јокановић | 14. децембар 2021.  |
| 384              | 73                 | "Епизода 2.73"  | Александра Елчић Челановић и Станко Милошевић | Жарко Јокановић | 15. децембар 2021.  |
| 385              | 74                 | "Епизода 2.74"  | Александра Елчић Челановић и Станко Милошевић | Жарко Јокановић | 16. децембар 2021.  |
| 386              | 75                 | "Епизода 2.75"  | Александра Елчић Челановић и Станко Милошевић | Жарко Јокановић | 17. децембар 2021.  |
| 387              | 76                 | "Епизода 2.76"  | Александра Елчић Челановић и Станко Милошевић | Жарко Јокановић | 20. децембар 2021.  |
| 388              | 77                 | "Епизода 2.77"  | Александра Елчић Челановић и Станко Милошевић | Жарко Јокановић | 21. децембар 2021.  |
| 389              | 78                 | "Епизода 2.78"  | Александра Елчић Челановић и Станко Милошевић | Жарко Јокановић | 22. децембар 2021.  |
| 390              | 79                 | "Епизода 2.79"  | Александра Елчић Челановић и Станко Милошевић | Жарко Јокановић | 23. децембар 2021.  |
| 391              | 80                 | "Епизода 2.80"  | Александра Елчић Челановић и Станко Милошевић | Жарко Јокановић | 24. децембар 2021.  |
| 392              | 81                 | "Епизода 2.81"  | Александра Елчић Челановић и Станко Милошевић | Жарко Јокановић | 27. децембар 2021.  |
| 393              | 82                 | "Епизода 2.82"  | Александра Елчић Челановић и Станко Милошевић | Жарко Јокановић | 28. децембар 2021.  |
| 394              | 83                 | "Епизода 2.83"  | Александра Елчић Челановић и Станко Милошевић | Жарко Јокановић | 29. децембар 2021.  |
| 395              | 84                 | "Епизода 2.84"  | Александра Елчић Челановић и Станко Милошевић | Жарко Јокановић | 30. децембар 2021.  |
| 396              | 85                 | "Епизода 2.85"  | Александра Елчић Челановић и Станко Милошевић | Жарко Јокановић | 31. децембар 2021.  |
| 397              | 86                 | "Епизода 2.86"  | Александра Елчић Челановић и Станко Милошевић | Жарко Јокановић | 31. децембар 2021.  |
| 398              | 87                 | "Епизода 2.87"  | Александра Елчић Челановић и Станко Милошевић | Жарко Јокановић | 3. јануар 2022.     |
| 399              | 88                 | "Епизода 2.88"  | Александра Елчић Челановић и Станко Милошевић | Жарко Јокановић | 4. јануар 2022.     |
| 400              | 89                 | "Епизода 2.89"  | Александра Елчић Челановић и Станко Милошевић | Жарко Јокановић | 5. јануар 2022.     |
| 401              | 90                 | "Епизода 2.90"  | Александра Елчић Челановић и Станко Милошевић | Жарко Јокановић | 6. јануар 2022.     |
| 402              | 91                 | "Епизода 2.91"  | Александра Елчић Челановић и Станко Милошевић | Жарко Јокановић | 7. јануар 2022.     |
| 403              | 92                 | "Епизода 2.92"  | Александра Елчић Челановић и Станко Милошевић | Жарко Јокановић | 10. јануар 2022.    |
| 404              | 93                 | "Епизода 2.93"  | Александра Елчић Челановић и Станко Милошевић | Жарко Јокановић | 11. јануар 2022.    |
| 405              | 94                 | "Епизода 2.94"  | Александра Елчић Челановић и Станко Милошевић | Жарко Јокановић | 12. јануар 2022.    |
| 406              | 95                 | "Епизода 2.95"  | Александра Елчић Челановић и Станко Милошевић | Жарко Јокановић | 13. јануар 2022.    |
| 407              | 96                 | "Епизода 2.96"  | Александра Елчић Челановић и Станко Милошевић | Жарко Јокановић | 14. јануар 2022.    |
| 408              | 97                 | "Епизода 2.97"  | Александра Елчић Челановић и Станко Милошевић | Жарко Јокановић | 17. јануар 2022.    |
| 409              | 98                 | "Епизода 2.98"  | Александра Елчић Челановић и Станко Милошевић | Жарко Јокановић | 18. јануар 2022.    |
| 410              | 99                 | "Епизода 2.99"  | Александра Елчић Челановић и Станко Милошевић | Жарко Јокановић | 19. јануар 2022.    |
| 411              | 100                | "Епизода 2.100" | Александра Елчић Челановић и Станко Милошевић | Жарко Јокановић | 20. јануар 2022.    |
| 412              | 101                | "Епизода 2.101" | Александра Елчић Челановић и Станко Милошевић | Жарко Јокановић | 21. јануар 2022.    |
| 413              | 102                | "Епизода 2.102" | Александра Елчић Челановић и Станко Милошевић | Жарко Јокановић | 24. јануар 2022.    |
| 414              | 103                | "Епизода 2.103" | Александра Елчић Челановић и Станко Милошевић | Жарко Јокановић | 25. јануар 2022.    |
| 415              | 104                | "Епизода 2.104" | Александра Елчић Челановић и Станко Милошевић | Жарко Јокановић | 26. јануар 2022.    |
| 416              | 105                | "Епизода 2.105" | Александра Елчић Челановић и Станко Милошевић | Жарко Јокановић | 27. јануар 2022.    |
| 417              | 106                | "Епизода 2.106" | Александра Елчић Челановић и Станко Милошевић | Жарко Јокановић | 28. јануар 2022.    |
| 418              | 107                | "Епизода 2.107" | Александра Елчић Челановић и Станко Милошевић | Жарко Јокановић | 31. јануар 2022.    |
| 419              | 108                | "Епизода 2.108" | Александра Елчић Челановић и Станко Милошевић | Жарко Јокановић | 1. фебруар 2022.    |
| 420              | 109                | "Епизода 2.109" | Александра Елчић Челановић и Станко Милошевић | Жарко Јокановић | 2. фебруар 2022.    |
| 421              | 110                | "Епизода 2.110" | Александра Елчић Челановић и Станко Милошевић | Жарко Јокановић | 3. фебруар 2022.    |